# Algemene verkiezingen in Botswana (1969)

De resultaten per kiesdistrict.

De Algemene verkiezingen in Botswana van 1969 vonden op 18 oktober plaats. Het waren de eerste verkiezingen sinds de onafhankelijkheid van het land in 1966. De verkiezingen werden overtuigend gewonnen door de Botswana Democratic Party (BDP) van president Sir Seretse Khama die 24 zetels verwierf. De opkomst was 54,7%.

## Deelnemende partijen en partijleiders
| Partijleider | Partijleider                      | Partij | Deelname kiesdistricten |
| ------------ | --------------------------------- | ------ | ----------------------- |
|              | Sir Seretse Khama                 | BDP    | 31/31                   |
|              | Dr. Kenneth Koma Chief Bathoen II | BNF    | 21/31                   |
|              | Philip Matante                    | BPP    | 15/31                   |
|              | Motsamai Mpho                     | BIP    | 9/31                    |
| Bron: EISA   |                                   |        |                         |

## Nationale Vergadering
Het aantal kiesgerechtigden bedroeg 140.428, waarvan 76.858 (54,7%) hun stem uitbrachten. Naast de 31 verkozenen, werden nog 4 indirect gekozenen aan het parlement toegevoegd. Onder deze indirect verkozenen bevonden zich de vice-president, Quett Masire en drie ministers.
| Partij                          | Partij                          | Zetels  | %      |
| ------------------------------- | ------------------------------- | ------- | ------ |
|                                 | Botswana Democratic Party       | 24      | 68,40  |
|                                 | Botswana National Front         | 3       | 13,50  |
|                                 | Botswana People's Party         | 3       | 12,10  |
|                                 | Botswana Independence Party     | 1       | 0,80   |
| Totaal                          | Totaal                          | 31      | 100,00 |
| Geregistreerde kiezers/ opkomst | Geregistreerde kiezers/ opkomst | 140.428 | 54,70  |
| Bron: AED                       |                                 |         |        |

## Presidentsverkiezingen

### Presidentskandidaten
Op 13 september stelden de volgende personen zich kandidaat voor het presidentschap: 
- Sir Seretse Khama (BDP)
- Bathoen II Gaseitsiwe (BNP)
- Philip Matante (BPP)[4]

Motsamai Mpho van de Botswana Independence Party voldeed niet aan de criteria.

### Uitslag
De Nationale Vergadering koos in nieuwe samenstelling Seretse Khama tot president van Botswana voor een termijn van vijf jaar.
Algemene en regionale verkiezingen: 1965 · 1969 · 1974 · 1979 · 1984 · 1989 · 1994 · 1999 · 2004 · 2009 · 2014 · 2019 ·  2024

Referenda: 1987 · 1997 · 2001